# Эскадренные миноносцы типов Z и Ca
Эскадренные миноносцы типов Z и Са — тип эскадренных миноносцев, состоявший на вооружении Королевских ВМС Великобритании в период Второй мировой войны, спущенные на воду в 1943—1944 годах. Гибрид эсминца на основе типа «J» с носовой оконечностью «трайблов». Главным отличием от предыдущего типа стали новые 114 мм орудия.

## История создания и особенности конструкции

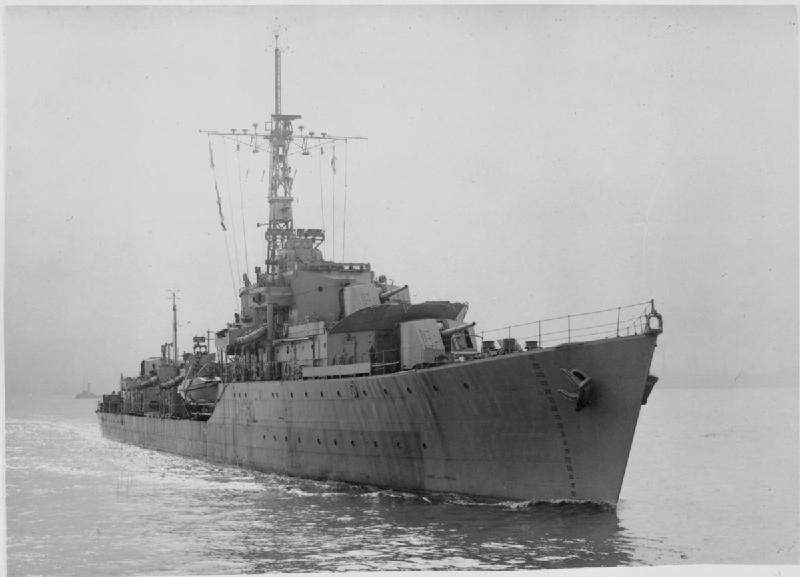
эскадренный миноносец HMS Zealous

Типы «Z» и «Са» строились по образцу эсминцев типа «S» с изменённым вооружением из 114-мм орудий. «Zambesi», «Cavendish» — имели четыре спаренных «эрликона», на остальных для уменьшения нагрузки два спаренных «эрликона» заменялись на одиночные. Планировалось оснастить эти корабли новой универсальной системой управления огнём, но к моменту вступления ЭМ в строй она ещё не была готова.

## Конструкция

### Архитектурный облик
Эсминцы этого типа отличались от Джервисов немного увеличенной длинной, носовой оконечностью как у Трайблов и  транцевой кормой.

### Энергетическая установка

#### Главная энергетическая установка
Главная энергетическая установка включала в себя два трёхколлекторных Адмиралтейских котла с пароперегревателями и два одноступенчатых редуктора, четыре паровых турбины Парсонса. Две турбины (высокого и низкого давления) и редуктор составляли турбозубчатый агрегат. Размещение ГЭУ — линейное. Котлы размещались в изолированных отсеках, турбины — в общем машинном отделении, при этом были отделены от турбин водонепроницаемой переборкой.
Рабочее давление пара — 21,2 кгс/см² (20,5 атм.), температура — 332 °C.

#### Электропитание
Напряжение сети 220 V. Электричество вырабатывали два турбогенератора мощностью по 155 кВт. Были так же два дизель-генератора по 50 кВт и один мощностью 10 кВт.

#### Дальность плавания и скорость хода
Проектная мощность составляла 40 000 л. с., что должно было обеспечить скорость хода не менее 36 узлов.
Запас топлива хранился в топливных танках, вмещавших 615 тонн мазута, что обеспечивало дальность плавания 4675 миль 20-узловым ходом.
Гребные винты имели диаметр 3,2 м.

### Мореходность
Корабли отличались прекрасными мореходными качествами. Хорошо держались на волне даже в самую ненастную погоду.

### Вооружение
Артиллерия главного калибра (ГК) у эсминцев типов — это главное что отличало их от предшественников: 114-мм универсальные орудия Mk. IV с длиной ствола 45 калибров, в четырёх установках Mark V с боекомплектом 250 снарядов на орудие. Максимальный угол возвышения 55°, склонения 5°. Масса снаряда 25 кг, начальная скорость 746 м/с, масса выстрела 39,5 кг. Орудия обладали скорострельностью 14 выстрелов в минуту.

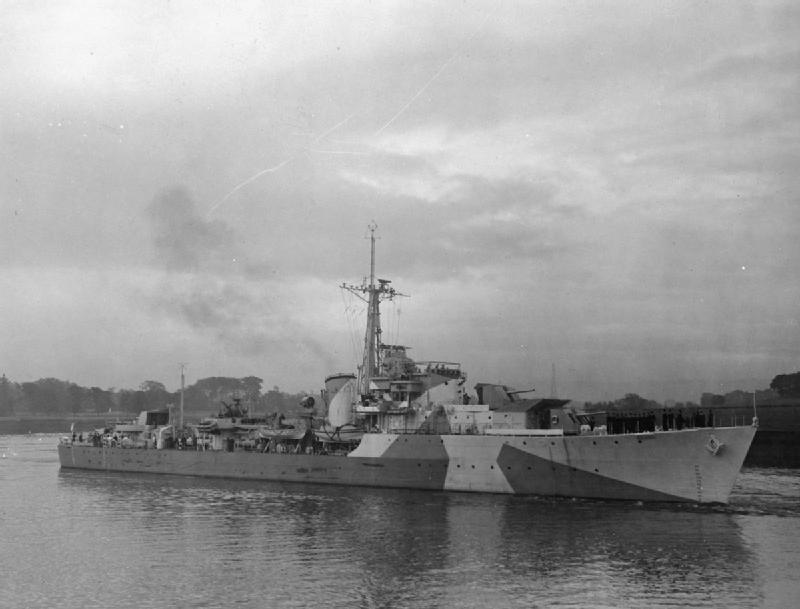
Эскадренный миноносец HMS Caesar в 1944 году

#### Зенитное вооружение
Зенитное вооружение составляли пара сдвоенных, пара одиночных 20-мм «эрликона» и спаренный «Бофорс».

#### Торпедное вооружение
Торпедное вооружение включало в себя два 533-мм четырёхтрубных торпедных аппарата. Торпеды Mk.IX состоявшие на вооружении с 1939 года имели максимальную дальность 11 000 ярдов (10 055 м) ходом 41 узел. Боеголовка содержала 810 фунтов (367 кг) торпекса (42 % тола, 40 % гексогена, 18 % алюминиевой пудры)— в полтора раза более мощного взрывчатого вещества чем тринитротолуол.

## Служба и модернизации
Эсминцы типа «Z и Ca» успели принять участие в боевых действиях Второй мировой войны. На ЭМ типа «Z» буквы английского алфавита закончились, и для названий кораблей следующего типа первоначально были выбраны достаточно случайные названия, но уже после выдачи заказов их изменили на начинающиеся с буквосочетания «Ca». В 1945 году часть кораблей, направляемых на Тихий океан, прошла усиление средств ПВО: «Myngs» (1 × 2 и 1 × 1 40-мм/56, 2 × 1 40-мм/40 и 2 20-мм), «Zenith», «Zephyr» и «Cavalier» (1 × 2 40-мм/56 и 4 × 1 40-мм/40), «Caprice» (1 × 4 и 4 × 1 40-мм/40) и «Cambrian» (1 × 2 40-мм/56 и 8 20-мм).

## Список эсминцев типа

### тип Z[3]
| Номер вымпела | Название           | Верфь-строитель               | Дата закладки | Дата спуска на воду | Дата вступления в состав флота | Судьба                           |
| ------------- | ------------------ | ----------------------------- | ------------- | ------------------- | ------------------------------ | -------------------------------- |
| R39           | Zealous            | Cammell Laird                 | 5.5.1942      | 28 февраля 1944     | октябрь 1944                   | передан Израилю в 1956           |
| R95           | Zenith (ex-Wessex) | William Denny and Brothers    | 19.5.1942     | 5 июня 1944         | декабрь 1944                   | передан Египту в 1955            |
| R06           | Myngs              | Vickers-Armstrong             | 27.5.1942     | 31 мая 1943         | июнь 1944                      | передан Египту в 1955            |
| R02           | Zest               | John I. Thornycroft & Company | 21.7.1942     | 14 октября 1943     | июль 1944                      | Исключён из состава флота в 1970 |
| R66           | Zambesi            | Cammell Laird                 | 12.12.1942    | 21 ноября 1943      | июль 1944                      | Исключён из состава флота в 1959 |
| R81           | Zebra (ex-Wakeful) | Denny                         | 14.5.1942     | 8 марта 1944        | октябрь 1944                   | Исключён из состава флота в 1959 |
| R19           | Zephyr             | Vickers-Armstrong             | 13.7.1942     | 15 июля 1943        | сентябрь 1944                  | Исключён из состава флота в 1958 |
| R54           | Zodiac             | John I. Thornycroft           | 7.11.1942     | 11 марта 1944       | октябрь 1944                   | передан Израилю в 1956           |

### тип Ca
| Название                  | Номер вымпела | Верфь-изготовитель | Дата закладки    | Дата спуска на воду | Дата вступления в состав флота | Судьба                                                                              |
| ------------------------- | ------------- | ------------------ | ---------------- | ------------------- | ------------------------------ | ----------------------------------------------------------------------------------- |
| Caprice (ex-Swallow)      | R01 (D01)     | Yarrow             | 28 сентября 1942 | 16 сентября 1943    | 5 апреля 1944                  | Модернизирован Yarrow в 1959. Искл. в марте 1973. Разобран в 1979.                  |
| Cassandra (ex-Tourmaline) | R62 позже D10 | Yarrow             | 3 января 1943    | 29 ноября 1943      | 28 июля 1944                   | Модернизирован Yarrow в 1960. Искл. в январе 1966. Разобран в 1967.                 |
| Caesar* (ex-Ranger)       | R07 позже D07 | John Brown         | 3 апреля 1943    | 14 февраля 1944     | 5 октября 1944                 | Модернизирован в 1957-60 годах в Росайт. Искл. в 1965. Разобран в 1967.             |
| Cavendish* (ex-Sibyl)     | R15 позже D15 | John Brown         | 19 мая 1943      | 12 апреля 1944      | 13 декабря 1944                | Модернизирован в 1956. Искл. в 1964. Разобран в 1967.                               |
| Cambrian (ex-Spitfire)    | R85 позже D85 | Scotts             | 14 августа 1942  | 10 декабря 1943     | 14 июля 1944                   | Модернизирован в 1963. Искл. в декабре 1968. Разобран в 1971.                       |
| Carron (ex-Strenuous)     | R30 позже D30 | Scotts             | 26 ноября 1942   | 28 марта 1944       | 6 ноября 1944                  | Перестроен августе 1955 в учебный корабль. В резерве с марта 1963. Разобран в 1967. |
| Cavalier (ex-Pellew)      | R73 позже D73 | White              | 28 февраля 1943  | 7 апреля 1944       | 22 ноября 1944                 | Модернизирован в 1957. Искл. в июле 1972. с октября 1977 корабль-музей.             |
| Carysfort (ex-Pique)      | R25 позже D25 | White              | 12 мая 1943      | 25 июля 1944        | 20 февраля 1945                | Модернизирован в 1956. Исключён в феврале 1969. Разобран в 1970 году в Ньюпорте.    |

* = лидеры полуфлотилий

## Оценка проекта
| Сравнительные ТТХ                    |                                              |                              |                                                      |                                                |                                   |                                          |
| Тип                                  | «Флетчер»                                    | «Югумо»                      | «Z»                                                  | «Джервис»                                      | «Бристоль»                        | «Сольдати»                               |
| Построено единиц                     | 175                                          | 19                           | 16                                                   | 24                                             | 48                                | 19                                       |
| Размерения Д×Ш×О, м                  | 114,8×12,05×4,19                             | 117,0×10,8×3,76              | 110,6×10,9×4,3                                       | 108,6×10,8×4,17                                | 106,15×11,0×4,01                  | 106,7×10,2×3,58                          |
| Водоизмещение, стандартное/полное, т | 2325/2924                                    | 2077/2520                    | 1780/2560                                            | 1751/2369                                      | 1838/2572                         | 1715/2290                                |
| Артиллерийское вооружение            | 127-мм/38 — 5×1, 40-мм/56 — 5×2, 20-мм — 7×1 | 127-мм/50 — 3×2, 25-мм — 2×2 | 114-мм/45 — 4×1, 40-мм/56 — 1×2, 20-мм —6 (2×1, 2×2) | 120-мм/45 — 3×2, 40-мм/40 — 1×4, 12,7-мм — 2×4 | 127-мм/38 — 4×1, 20-мм — 6×1      | 120-мм/50 — 2×2, 13,2-мм — 12 (4×2, 4×1) |
| Торпедное вооружение                 | 2 × 5 — 533-мм                               | 2 × 4 — 610-мм               | 2 × 4 — 533-мм                                       | 2 × 5 — 533-мм                                 | 1 × 5 — 533-мм                    | 2 × 3 — 533-мм                           |
| Энергетическая установка             | ПТ, 60 000 л. с.                             | ПТ, 52 000 л. с.             | ПТ, 40 000 л. с.                                     | ПТ, 40 000 л. с.                               | ПТ, 50 000 л. с.                  | ПТ, 48 000 л. с.                         |
| Максимальная скорость, узлов         | 36,5                                         | 35,5                         | 36                                                   | 36                                             | 35                                | 38                                       |
| Дальность плавания, морские мили     | 6500 на 15 узлах                             | 5000 на 18 узлах             | 4675 на 20 узлах                                     | 5500 на 15 узлах                               | 3675 на 20 узлах 6500 на 12 узлах | 2200 на 20 узлах                         |